# Nachal Jikon
Nachal Jikon (hebrejsky נחל יכון) je krátké vádí v centrálním Izraeli, v izraelské pobřežní nížině.
Začíná v nadmořské výšce okolo 50 metrů nad mořem, na západním okraji města Zemer. Směřuje pak k jihozápadu do rovinaté a zemědělsky využívané krajiny, podchází těleso dálnice číslo 6 a plní umělou vodní nádrž Ma'agar ha-Mizrachi. Z vytéká k jihozápadu a u vesnice Gan Jošija ústí zprava do vádí Nachal Bachan.